# Perfect Day (album Lou Reed)
Perfect Day è un album raccolta del cantautore statunitense Lou Reed, pubblicato nell'ottobre 1997 dalla Camden per il solo mercato europeo.

## Tracce
1. Rock and Roll Heart
2. Perfect Day
3. Coney Island Baby
4. Men of Good Fortune
5. How Do You Speak to an Angel
6. Downtown Dirt
7. Real Good Time Together
8. Vicious Circle
9. A Gift
10. Think It Over
11. My Friend George
12. Legendary Hearts
13. The Last Shot
14. Leave Me Alone
15. Temporary Thing
16. The Gun
17. Sad Song
18. Growing Up in Public